# Universidad Estatal Bielorrusa de Informática y Radioelectrónica
La Universidad Estatal Bielorrusa de Informática y Radioelectrónica (en bielorruso Беларускі дзяржаўны ўніверсітэт інфарматыкі і радыёэлектронікі; en ruso Белорусский государственный университет информатики и радиоэлектроники) es el primer organismo de la enseñanza superior en la República de Belarús en las ramas de información tecnológica, radiotécnica, electrónica y telecomunicación, es muy conocido en Europa, en la Comunidad de Estados Independientes y en todo el mundo.
En el presente la Universidad prepara ingenieros en 30 especialidades y 25 especializaciones en dispositivos digitales, en tecnología de información programática, programación de sistemas de automatización, inteligencia artificial, control automático, radiotécnica, sistemas radioelectrónicos, microelectrónica, telecomunicaciones, diseño de los elementos radioelectrónicos y de cálculo electrónico, construcción de dispositivos electrónicos, electrónica de la medicina, seguridad de los medios técnicos, metrología, estandarización y certificación, economía.
Más de 15 000 estudiantes, incluyendo 350 – países lejanos y los países cercanos estudian en 10 facultades y 35 cátedras en régimen diurno, nocturno y a distancia. Desde el año 2001 en UEBIR está abierta la magistratura, ahora funciona la preparación de los estudiantes de máster en 27 especialidades. Preparación de las áreas científicas de nivel superior para la república y países extranjeros está realizándose en estudios de posgraduo en 26 especialidades y en estudios de doctorandos en 8 especialidades. Funcionan seis Consejos de doctorado para la defensa de la tesis, que abarcan 13 especialidades técnicas y 2 especialidades físico-matemáticas. Actualmente en estudios de postgrado de la universidad se encuentran 23 especialistas extranjeros, que comprenden 22% de los posgraduados de la enseñanza diurna.
Para ingresar a la universidad es necesario aprobar con éxito tests colegiados en las asignaturas: idioma bielorruso o idioma ruso, física, matemática, idioma extranjero (solo para las especialidades marketing; economía y administración de empresa).
Los estudiantes viven en 2 residencias de la Universidad, ubicadas a 15 minutos de camino de la Universidad. Condiciones de alojamiento: 2 o 3 personas en la habitación;
hay un cuarto de baño, cocina común en el piso.

## Facultades y otras subdivisiones
- Facultad de Diseño Asistido por Computador
- Facultad de Tecnologías Informáticas y Control
- Facultad de Radiotécnica y Electrónica
- Facultad de Sistemas y Redes Computarizados
- Facultad de Telecomunicaciones
- Facultad de Ingeniería y Economía
- Facultad de Educación por Correspondencia
- Facultad de Educación Permanente y a Distancia
- Facultad de Formación Preuniversitaria y Orientación Profesional
- Facultad Militar
- Instituto de Tecnologías Informáticas
- Liceo №1 de la ciudad de Minsk dentro de la universidad

## Deporte
Los equipos universitarios se hallan entre los líderes del deporte estudiantil en el marco de deporte de masas y cultura física sanativa. Las clases deportivas obligatorias representan la forma principal de la educación física. Las clases se imparten todo el período de estudios universitarios, cada curso académico comprende 4 horas a la semana. A los estudiantes se les conceden el derecho de elegir diferentes tipos de deporte: de practicar atletismo, fútbol, baloncesto, voleibol, balonmano, natación, lucha libre, deporte de orientación, gimnasia atlética, aerobic, etc. En la Universidad funcionan un polideportivo, piscina, complejo de pistas abiertas, base de esquí y campo de fútbol con recubrimiento artificial.

## Ocio
En la Universidad funcionan 44 grupos artísticos, se realizan actos culturales de entretenimiento de modo regular, está organizado el funcionamiento de los clubs en intereses. Durante las vacaciones los estudiantes pueden descansar en el campamento deportivo, ubicado a orillas de los lagos de Braslav. En la UEBIR funcionan de modo active: Unión Republicana de Jóvenes Belarusos, Organización Sindical de Estudiantes, el Consejo Estudiantil, la Unidad “Cruz Roja”, Club Turístico “Altair”, Club de Debates, Club de Salud “Apelsín”( Naranja ), grupo voluntario “Sozvezdie” (constelación), televisión estudiantil.